# روز جهانی حجاب صورتی

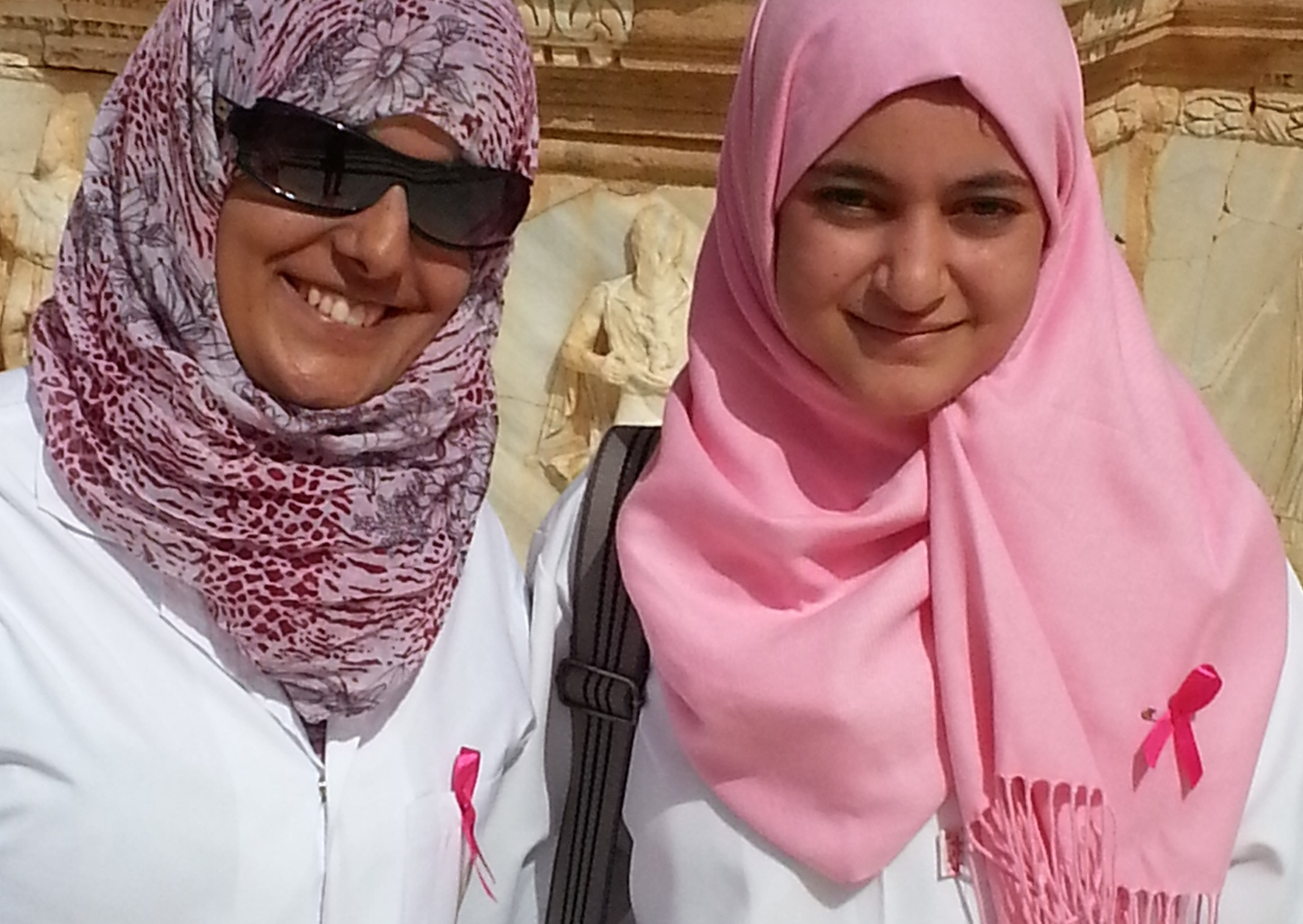
دانشجویان پزشکی در سابراتا، لیبی، کمپین‌هایی برای آگاهی از سرطان پستان، ۲۰۱۲

روز جهانی حجاب صورتی، ابتکاری بود که به صورت آزمایشی بنیانگذار، هند ال ال بوری و جمعی از دانش آموزان دبیرستانی در کلمبیا، میزوری آغاز شد. هدف از این کار حذف کلیشه‌های جامعه زنان مسلمان با مشارکت مسلمانان در گفتگو در مورد آگاهی از سرطان سینه، پیوستن به پیاده‌روی در گروه‌ها با پوشیدن روسری صورتی، و برگزاری سایر رویدادها برای ارتقاء آگاهی و پشتیبانی از این امر بود. روز جهانی حجاب صورتی آخرین بار در سال ۲۰۱۱ برگزار شد
روز جهانی حجاب صورتی یک جنبش جهانی بود که بسیاری از شرکت کنندگان از جمله مردانی که برای جشن گرفتن آگاهی از سرطان سینه، از کلاه‌های صورتی استفاده می‌کنند. این روز در بسیاری از مدارس اسلامی و سازمان‌های دانشجویی در سراسر ایالات متحده برگزار شد.